# Herb powiatu stalowowolskiego

Herb powiatu stalowowolskiego w latach 2002-2016

Herb powiatu stalowowolskiego – jeden z symboli powiatu stalowowolskiego, ustanowiony 27 czerwca 2002, ze zmianą 15 czerwca 2016.

## Wygląd i symbolika
Herb przedstawia na tarczy w polu błękitnym sosnę złotą między takimiż sześcioma gwiazdami w układzie 1-2-2-1 i połukołem zębatym.

## Historia
W latach 2002–2016 powiat posługiwał się herbem przedstawiającym w tarczy dwudzielnej w słup w polu prawym czerwonym 6 złotych gwiazd sześcioramiennych. W polu lewym zielonym srebrnego jelenia w skoku ze złotą koroną na szyi ponad ćwiercią koła zębatego czarnego. Herb w takim kształcie został ustanowiony uchwałą Rady Powiatu z 27 czerwca 2002.

### Symbolika
Gwiazdy symbolizowały 6 gmin tworzących powiat: Bojanów, Pysznica, Radomyśl nad Sanem, Zaklików, Zaleszany oraz Stalowa Wola. Srebrny jeleń symbolizował ślady królewskie na tych terenach. W dolnej części pola znajdowało się czarne koło zębate, które symbolizowało hutnicze miasto - Stalową Wolę. Kolor pola nawiązywał do dużych obszarów leśnych, które są pozostałością po dawnej Puszczy Sandomierskiej.